# Айгенман, Кристоф
Кристоф Айгенман (нем. Christoph Eigenmann; род. 22 мая 1979, Ваттвиль, Санкт-Галлен) — швейцарский лыжник, участник трёх Олимпийских игр, призёр этапа Кубка мира. Специалист спринтерских гонок. 

## Карьера
В Кубке мира Айгенман дебютировал в 2000 году, в марте 2006 года единственный раз в карьере попал в тройку лучших на этапе Кубка мира, в спринте. Кроме этого на сегодняшний день имеет на своём счету 9 попаданий в десятку лучших на этапах Кубка мира, 2 в командном спринте и 7 в личном. Лучшим достижением Айгенмана в общем итоговом зачёте Кубка мира является 27-е место в сезоне 2005-06. 
На Олимпиаде-2002 в Солт-Лейк-Сити был 18-м в спринте.
На Олимпиаде-2006 в Турине стартовал в двух гонках: спринт - 30-е место, командный спринт - 15-е место.
На Олимпиаде-2010 в Ванкувере занял 34-е место в спринте.
За свою карьеру принимал участие в пяти чемпионатах мира, лучший результат 12-е место в командном спринте на чемпионате-2007 в японском Саппоро, в личных гонках не поднимался выше 28-го места.
Использует лыжи и ботинки производства фирмы Rossignol.